# Pakuwiusz
Marcus Pacuvius (ur. ok. 29 kwietnia 220 p.n.e. w Brundizjum, zm. 7 lutego 130 p.n.e.) – tragik rzymski, siostrzeniec Enniusza. Zajmował się także malarstwem. Prawie całe życie spędził w Rzymie. Pisał głównie satyry i tragedie, z których do naszych czasów zachowało się 13 tytułów i nieliczne fragmenty. W swych pracach nawiązywał do tragików greckich, szczególnie do Eurypidesa i Sofoklesa. Cyceron uważał go za jednego z największych rzymskich tragików.